# WSV Sterzing Broncos
Der Wintersportverein Sterzing / Vipiteno - Wipptal Broncos ist ein italienischer Eishockeyverein aus Sterzing, der momentan in der grenzübergreifenden Alpen Hockey Liga spielt und zuvor Mitglied der italienischen Serie A war. Die Weihenstephan Arena hat eine Kapazität von ca. 1700 Zuschauern.

## Geschichte
Der Wintersportverein Sterzing wurde im Jahre 1948 gegründet. Mitte der 1990er-Jahre trennte man sich von den anderen Wintersportsektionen. Die Mannschaft spielte von 1997 bis 2002 in der Serie A. Der Verein spielte auch in der Alpenliga mit. In den Spielzeiten 2002/03 und 2003/04 schickte der Verein aus wirtschaftlichen Gründen keine Seniorenmannschaft in die Meisterschaft. Ab Herbst 2004 spielte Sterzing wieder in der Serie A2. Im Sommer 2010 versuchte der Verein WSV Sterzing Broncos den Aufstieg über den grünen Tisch in die erste italienische Liga (Serie A1). Geplant war dazu ein Abkommen mit dem EV Bozen 84, da der Verband den Broncos zunächst die Auflage erteilt hatte, einen Verein als Farmteam aus der Serie A2 zu finden. Der italienische Eishockeyverband (FISG) lehnte die Anfrage des Vereins schließlich am 9. Juli ab.
2011 stiegen die Broncos mit dem Meistertitel der Serie A2 in die Serie A auf, mussten aber bereits 2012 nach einer Saison im Oberhaus wieder in die Serie A2 zurück.
In der Saison 2016/17 gehörte der Verein zu den Gründungsmitgliedern der grenzübergreifenden Alps Hockey League.

## Trainer
Trainerliste:
| Zeit      | Trainer                                |
| --------- | -------------------------------------- |
| 1988/89   | Enio Sacilotto                         |
| 1997/98   | Ray Tessier                            |
| 1998/99   | Ken Tyler                              |
| 1999/2000 | Pertti Hasanen                         |
| 2000/01   | Gary Prior                             |
| 2001/02   | Paul Theriault                         |
| 2002–2004 | kein Spielbetrieb                      |
| 2004/05   | Bernd Haake                            |
| 2005/06   | Jorma Siitarinen                       |
| 2006/07   | Perti Hasanen, Richard Farda, Jeff Job |
| 2007/08   | Michael Mair, Jeff Job                 |
| 2008/13   | Oly Hicks                              |
| 2013/14   | Zdenek Travnicek, Axel Kammerer        |
| 2014/15   | Axel Kammerer                          |
| 2015–2017 | Clayton Beddoes                        |
| 2017–2019 | Ivo Jan                                |
| 2019–2022 | Dustin Whitecotton                     |
| 2022      | Jussi Tupamäki                         |
| 2022–2023 | Jiří Veber                             |
| 2023–     | Johan Sjöquist                         |

## Bekannte ehemalige Spieler
- Tomáš Kucharčík
- Jan Alston
- Emanuel Viveiros
- Agris Saviels
- Clayton Beddoes
- Rod Hinks
- Jordan Owens
- Claude Boivin
- Oļegs Sorokins

## WSV Broncos Wipptal C
Die Wipptal Broncos C sind die zweite Mannschaft der Broncos.